# Saint-Constant (Kanada)
Saint-Constant – miasto w Kanadzie, w prowincji Quebec, w regionie Montérégie i MRC Roussillon. Jest typowym miastem-sypialnią, większość mieszkańców pracuje w pobliskim Montrealu.
Liczba mieszkańców Saint-Constant wynosi 23 957. Język francuski jest językiem ojczystym dla 91,2%, angielski dla 4,5% mieszkańców (2006).